# Swingtajm! Trazan & Banarnes 30-årsskiva!
Swingtajm! är en skiva med Trazan och Banarne. Den spelades in år 2008.

## Medlemmar förutom Trazan och Banarne
- Trummor och slagverk - Christer Jansson
- Bas -                      Anders Kotz, Bengt Eriksson[vem?] och Thobias Gabrielsson
- Dragspel -                 Ulrik Bodén och Claes-Göran Dahlberg
- Gitarr -                       Janne Schaffer och Micke Selander
- Slagverk och dragspel -        Svante Pherson

## Låtlista
1. Balla Trazan Apansson
2. Har ni cykellås
3. Gnölvisan
4. Nicko och Pulver
5. Ålfobi
6. Lilla Lustiga Lus
7. Visan om Den Lilla Björken
8. Nicko och Pulver
9. Min Systers Katt
10. Ankdammen
11. Vi har fått en cykel
12. Nicko o Pulver
13. Vad nöjd med allt som livet ger
14. Banarne hade en djungelfarm
15. Mullvaden
16. Nicko o Pulver
17. Kycklingfoder
18. Twigge tvestjärt
19. Trazans fötter
20. Nicko o Pulver
21. Hunden Bill
22. Tänk om man inte måste
23. I allt som rör sig, lyser eller låter